# Sari Sumdac
Sari Sumdac  es un personaje de la serie animada Transformers Animated. Es la hija de Issac Sumdac, tiene 8 años de edad, y sus mejores amigos son Bumblebee y Bulkhead

## Serie Animada
Sari es hija de Dr. Issac Sumdac y tiene 8 años.
Sari es la poseedora de la llave cargada con el poder del Allspark que sirve para reparar Autobots, crear Transformers . Sus mejores amigos son los autobots Bumblebee y Bulkhead. cuando estaba capturada por una cucaracha gigante los autobots fueron a su rescate
Tiene un gran gusto por la música a alto volumen, como se demostró en el episodio "Mucho Ruido, Pocas Nueces". Ella y Bumblebee tienden a meterse en problemas, como en el episodio "Nanosegundo" y "Llamado de la Naturaleza".
Enseñándole a los autobots las costumbres terrestres y los autobots la ayudan a protegerse de ataques Decepticons.
Al final de la segunda temporada nota un raspon en el codo que le atraviesa la piel, y descubre partes robóticas.
En el episodio "Transwarped" se descubrió que ella es en realidad una protoforma cybertroniana, que Issac Sumdac había descubierto hace algún tiempo. Sari descubrió nuevos poderes y quiso probarlos contra un ataque Decepticon. Los autobots se dieron cuenta de que ella era peligrosa, entonces utilizó su llave para transformarse en una versión mejorada de sí misma. Imagen Teen-Bot
Voz en inglés: Tara Strong
Voz Latinoamérica (Chile): Vanesa Silva 1° y 2° temporada
Voz Latinoamérica (Colombia): Shirley Marulanda 3° temporada